# Lennart Speijer
Lennart Jacob Speijer (Amsterdam, 21 maart 1976) is een Nederlands-Israëlisch voormalig voetballer.
Speijer speelde tussen 1994 en 2001 betaald voetbal. In de jeugd speelde hij bij AFC en ging verder in Israël bij Hapoel Kefar Saba en Hapoel Ra'annana. Hij debuteerde bij Maccabi Tel Aviv en speelde daarna voor MS Ashdod. In 2000 keerde hij terug naar Nederland en ging bij FC Den Bosch spelen. In de winterstop ging hij naar Heracles Almelo en hij beëindigde in de zomer van 2001 zijn loopbaan.
Speijer heeft zowel de Nederlandse als de Israëlische nationaliteit.